# Garbayuela
Garbayuela – gmina w Hiszpanii, w prowincji Badajoz, w Estramadurze, o powierzchni 84,14 km². W 2011 roku gmina liczyła 559 mieszkańców.